# Musée de Louxor
Le musée de Louxor est un musée égyptien inauguré en 1975. Il est situé sur une corniche longeant le Nil.
La salle dite de « la cachette » renferme les découvertes faites dans le sous-sol du temple de Louxor.
Une nouvelle salle consacrée aux momies des deux fondateurs des XVIIIe et XIXe dynasties a été aménagée et présente la momie d'Ahmôsis Ier et celle supposée de Ramsès Ier.

## Galerie de photos

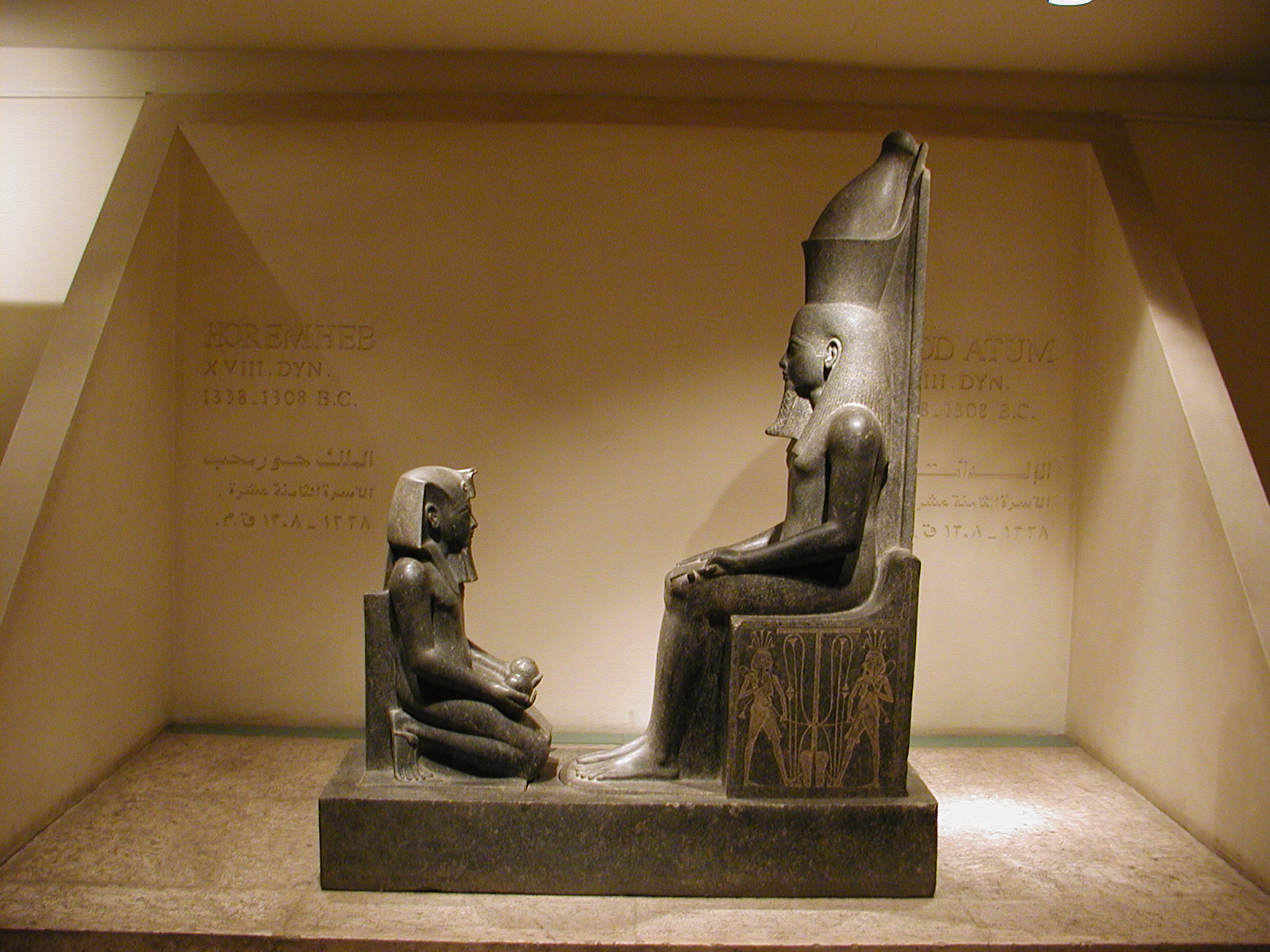
Horemheb devant le dieu Atoum
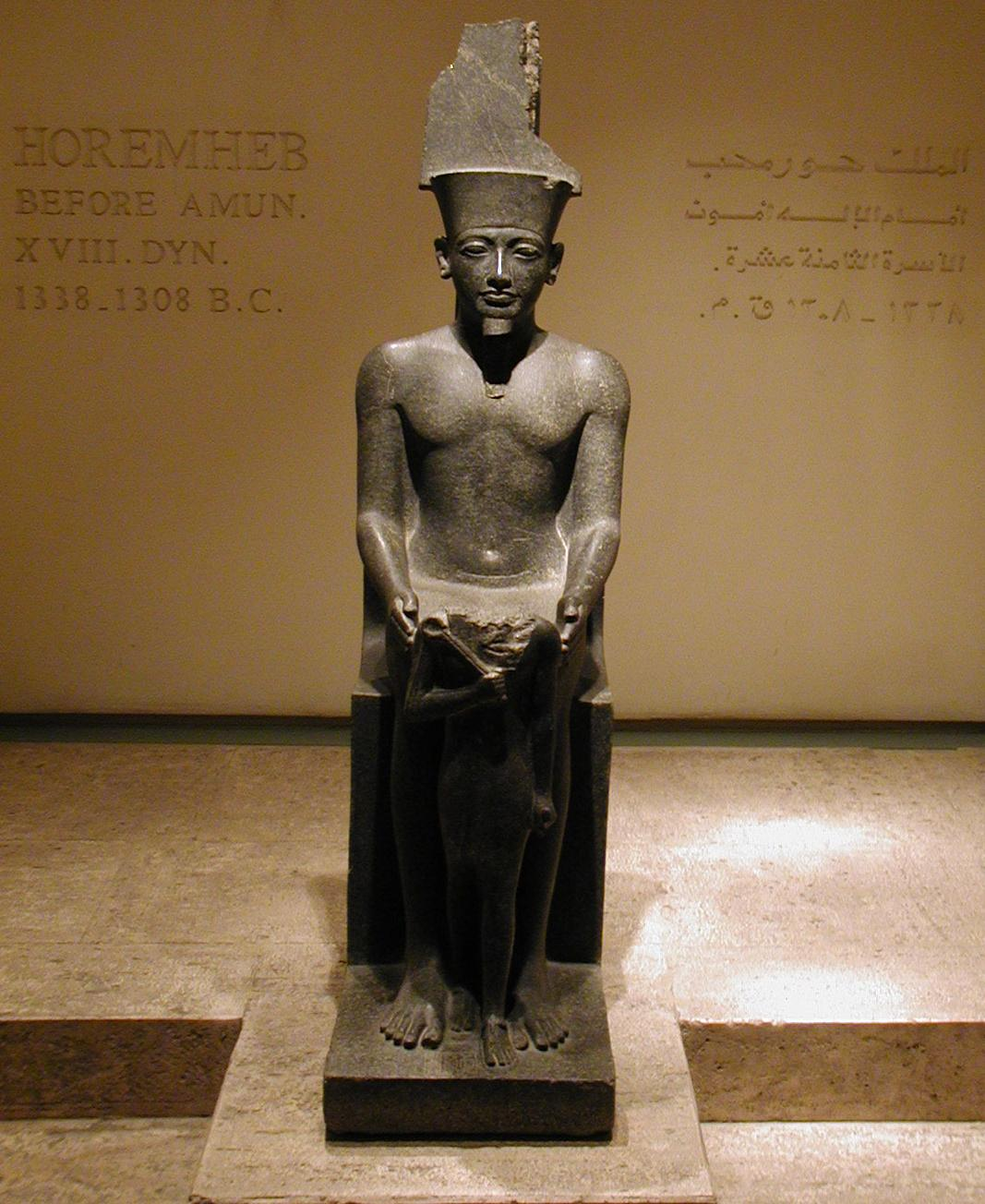
Statue acéphale du pharaon Horemheb devant le dieu Amon
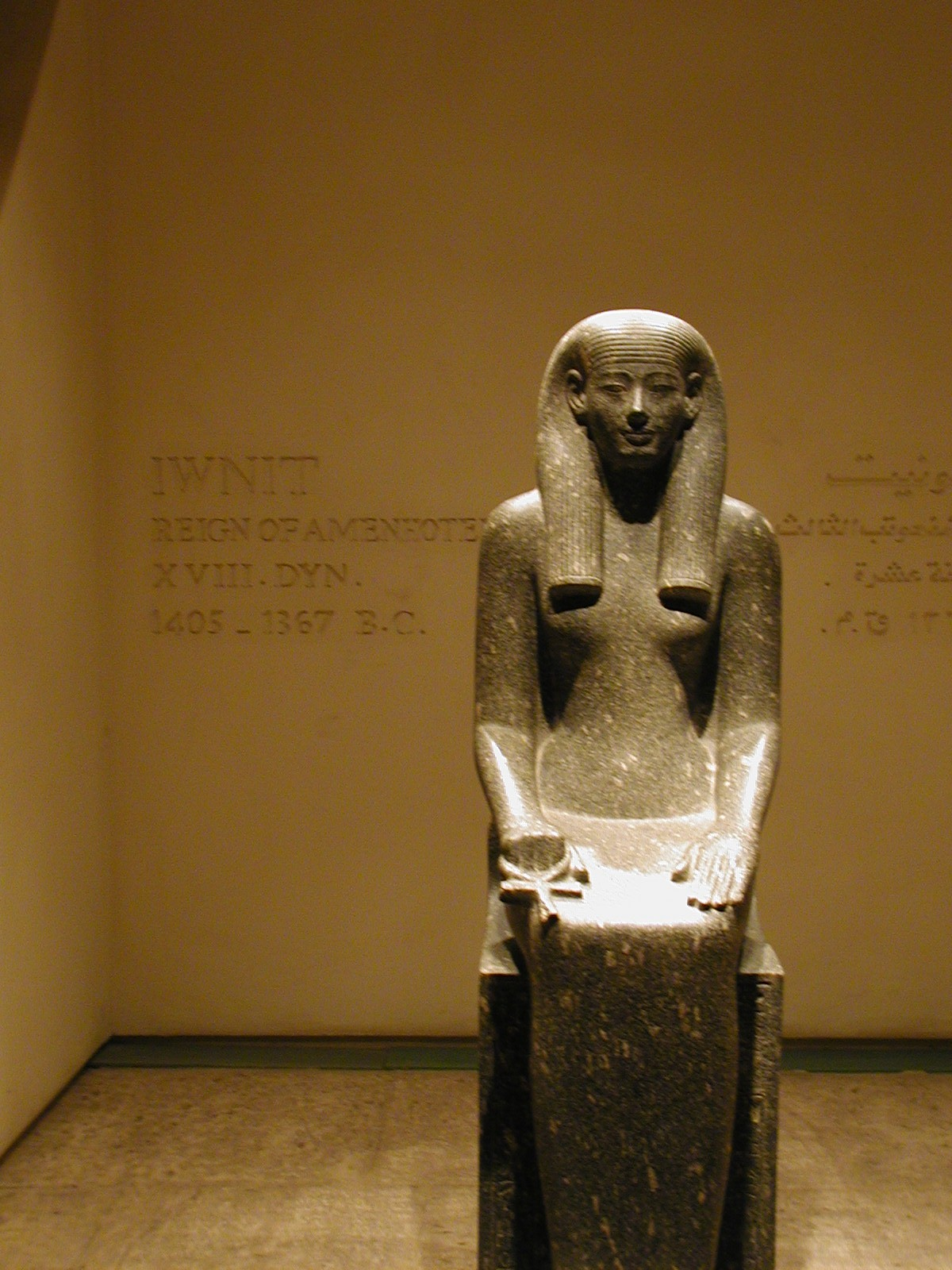
Statue de la déesse Iounyt
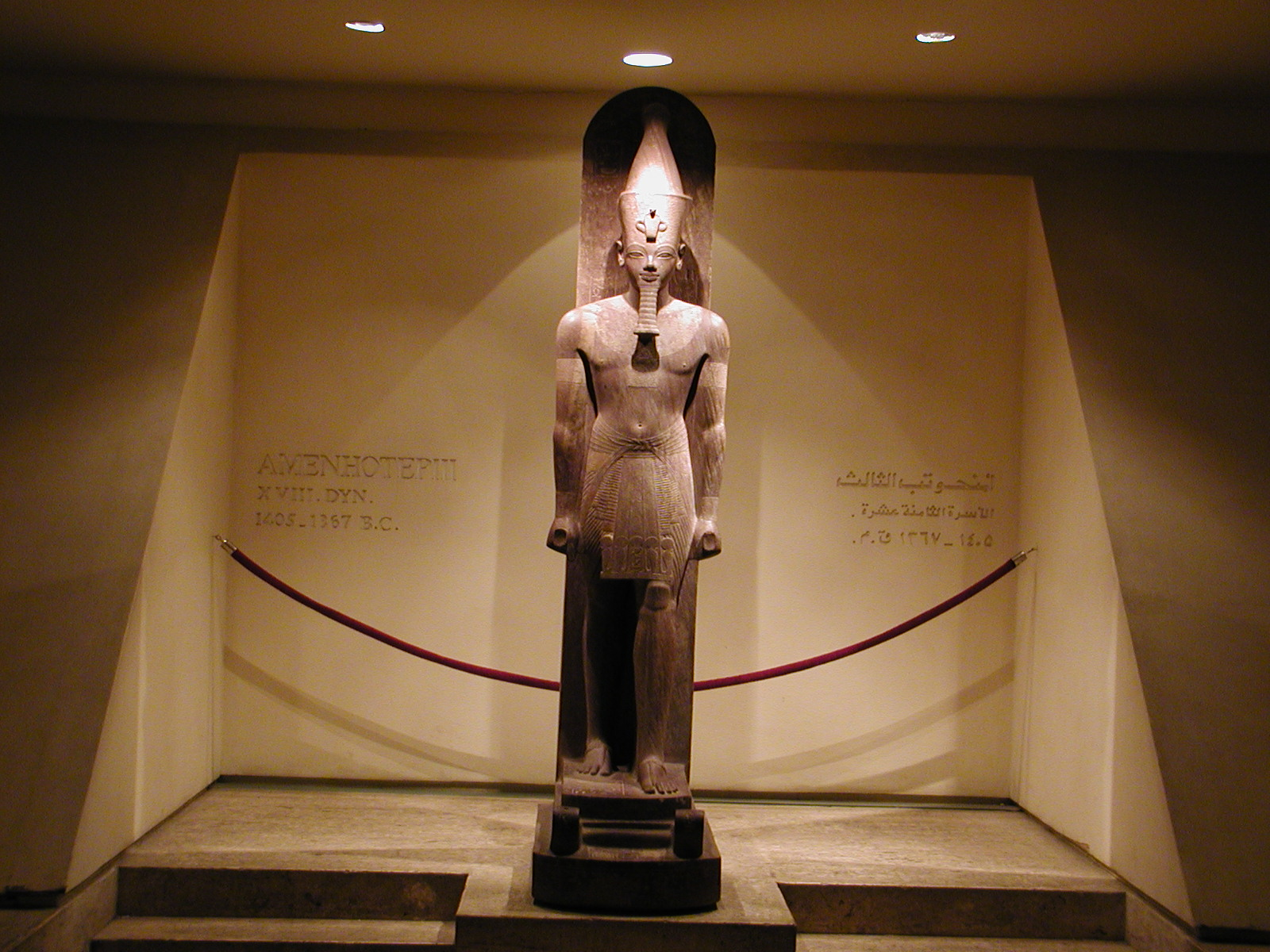
Statue du pharaon Amenhotep III
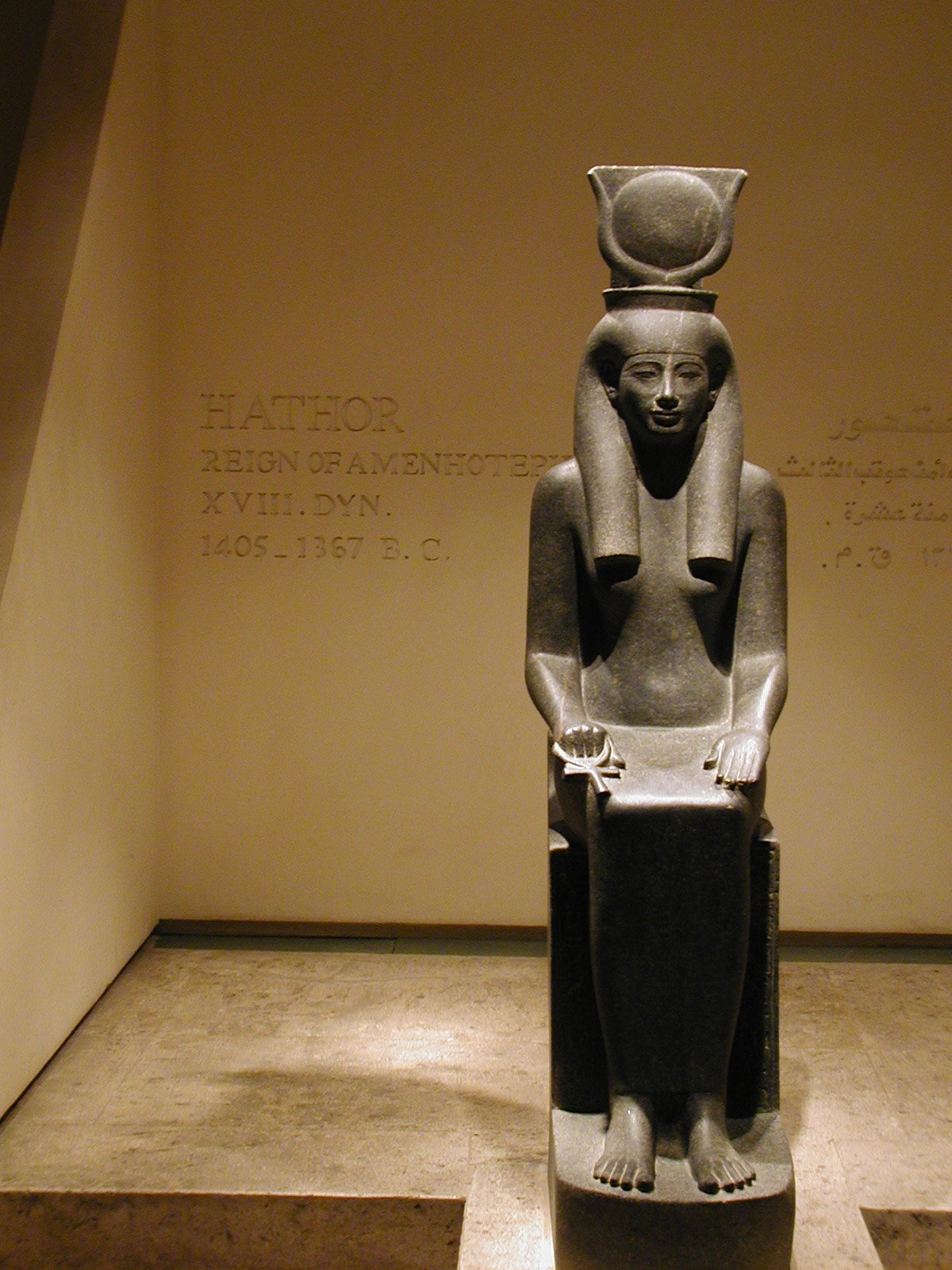
Statue de la déesse Hathor
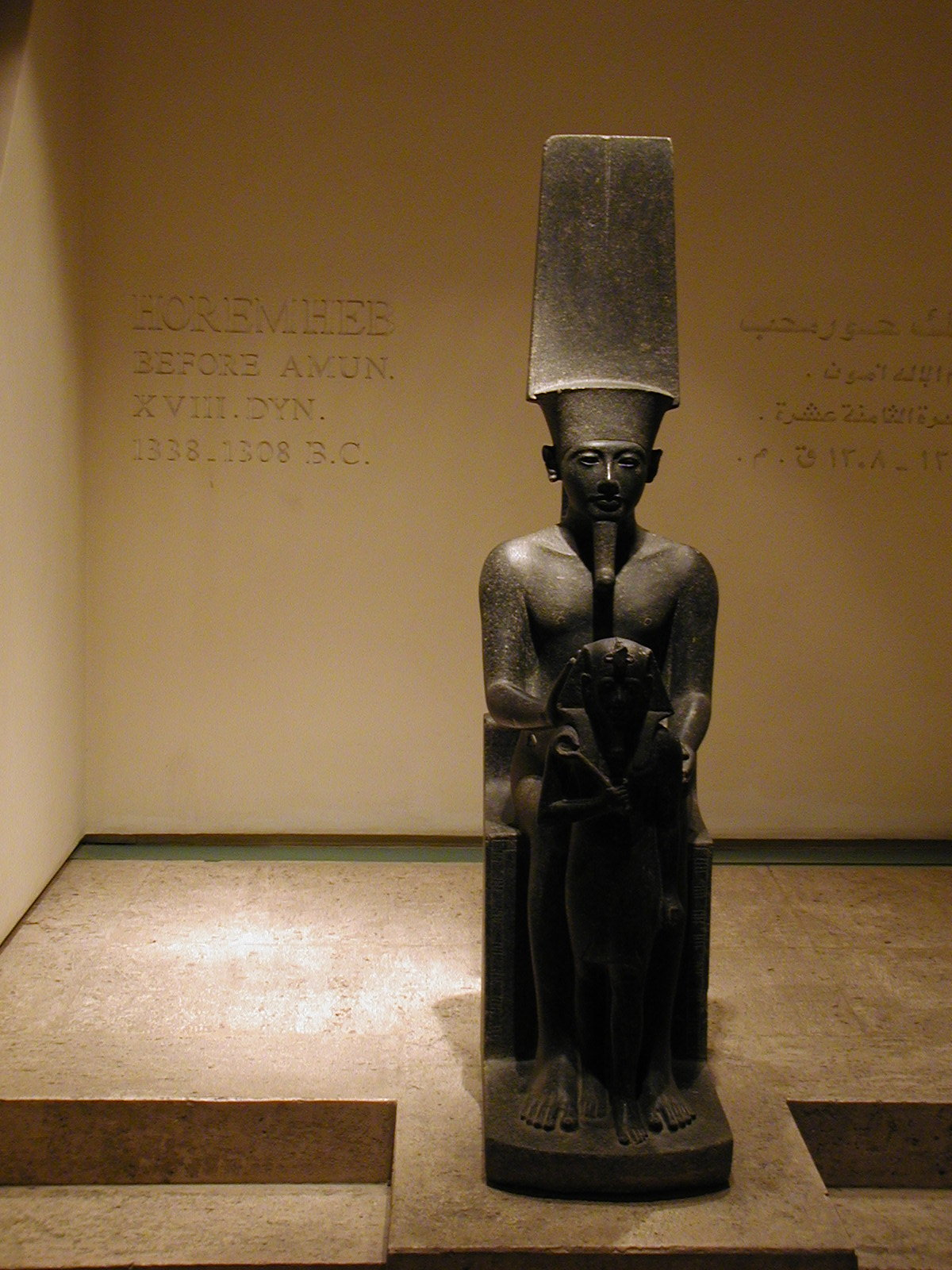
Statue du pharaon Horemheb devant le dieu Amon
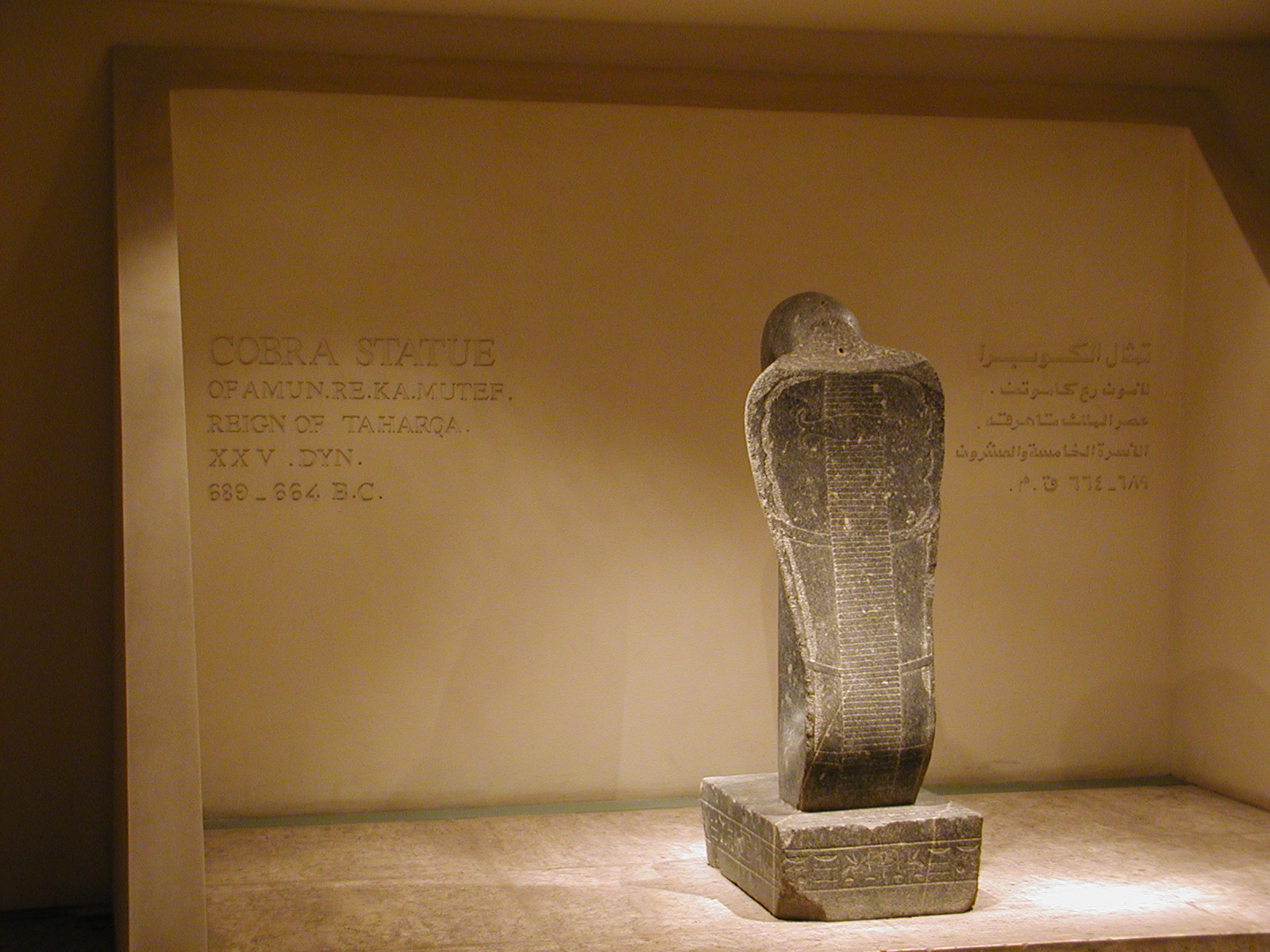
Statue d'un cobra personnifiant le dieu Amon-Kamoutef
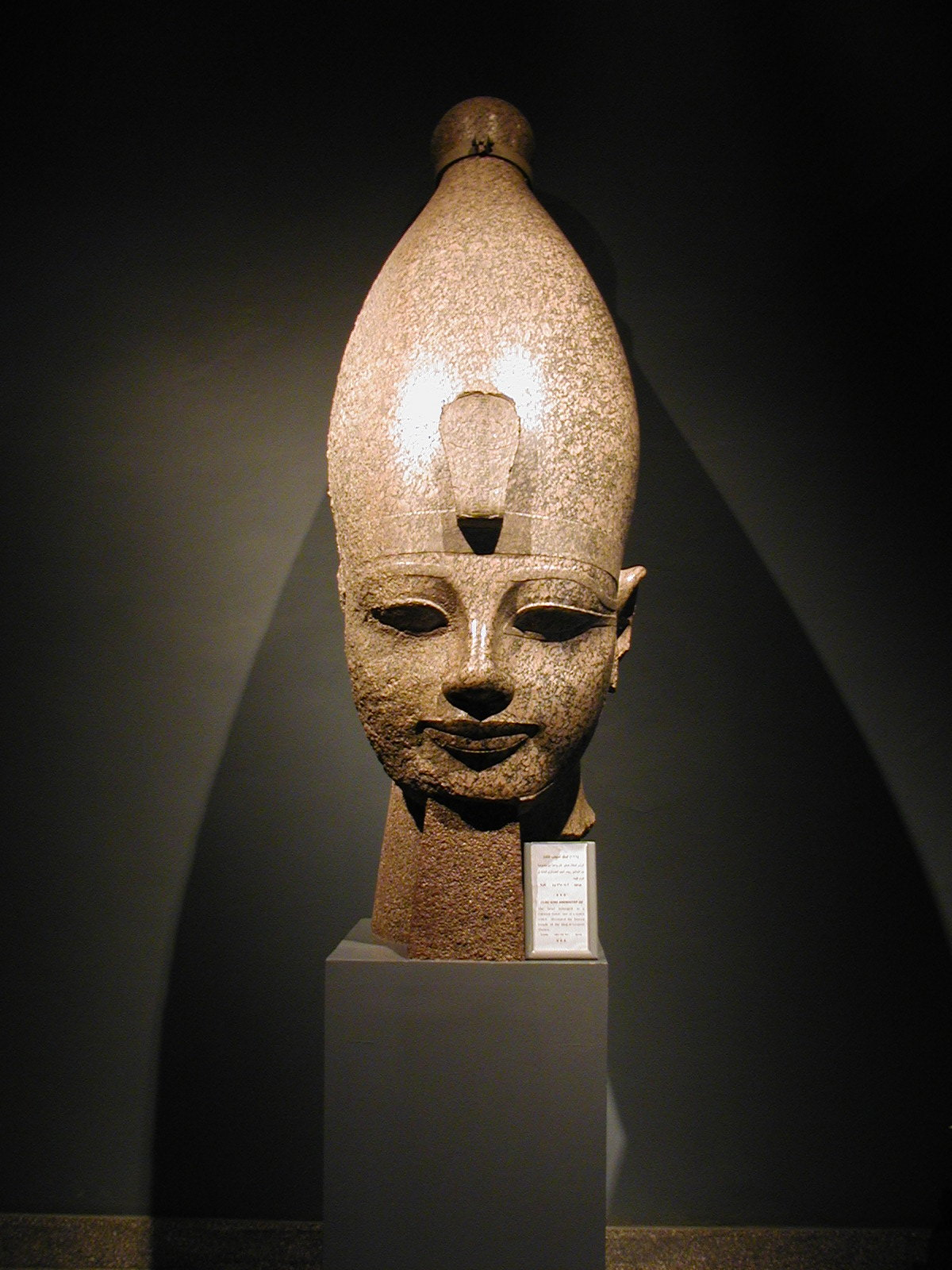
Tête d'une statue colossale d'Amenhotep III
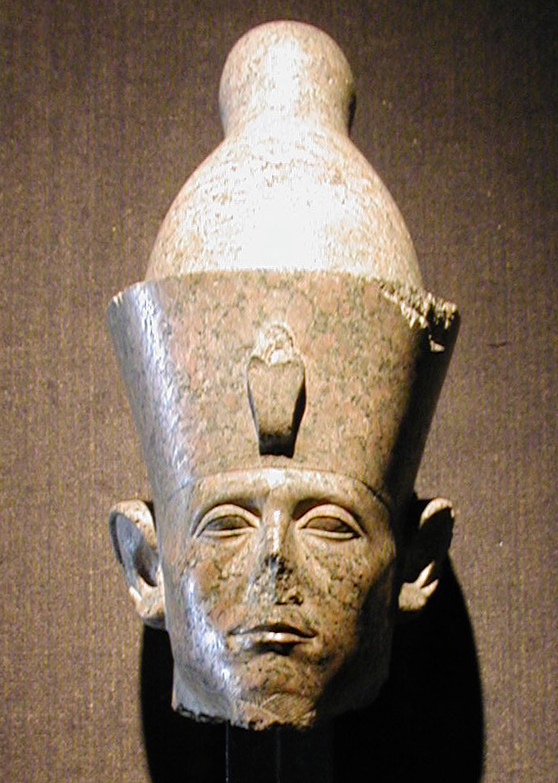
Tête d'une statue colossale de Sésostris III
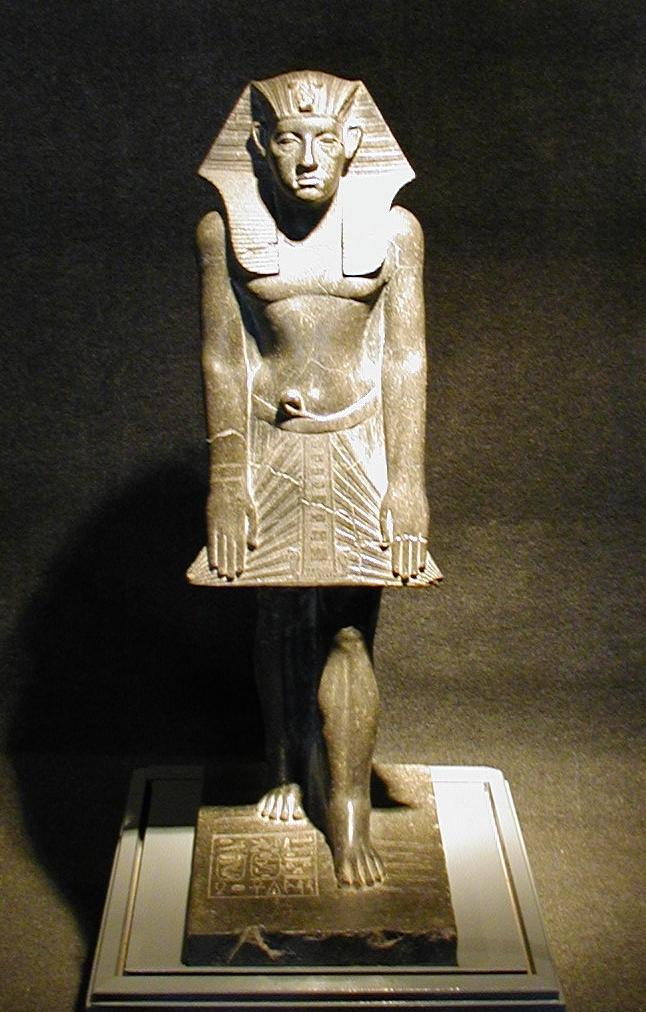
Statue d'Amenemhat III
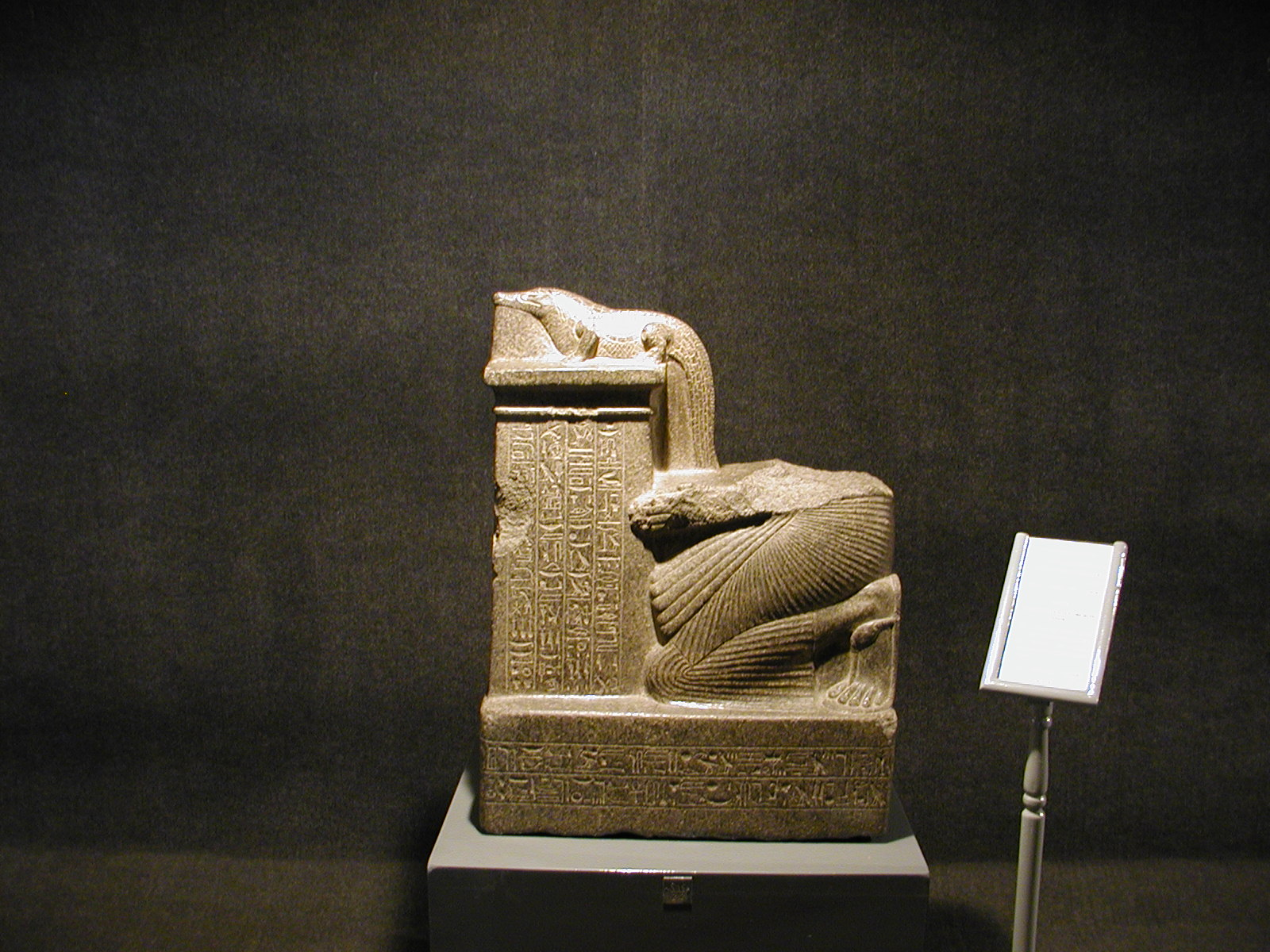
Statue théophore présentant le dieu crocodile Sobek
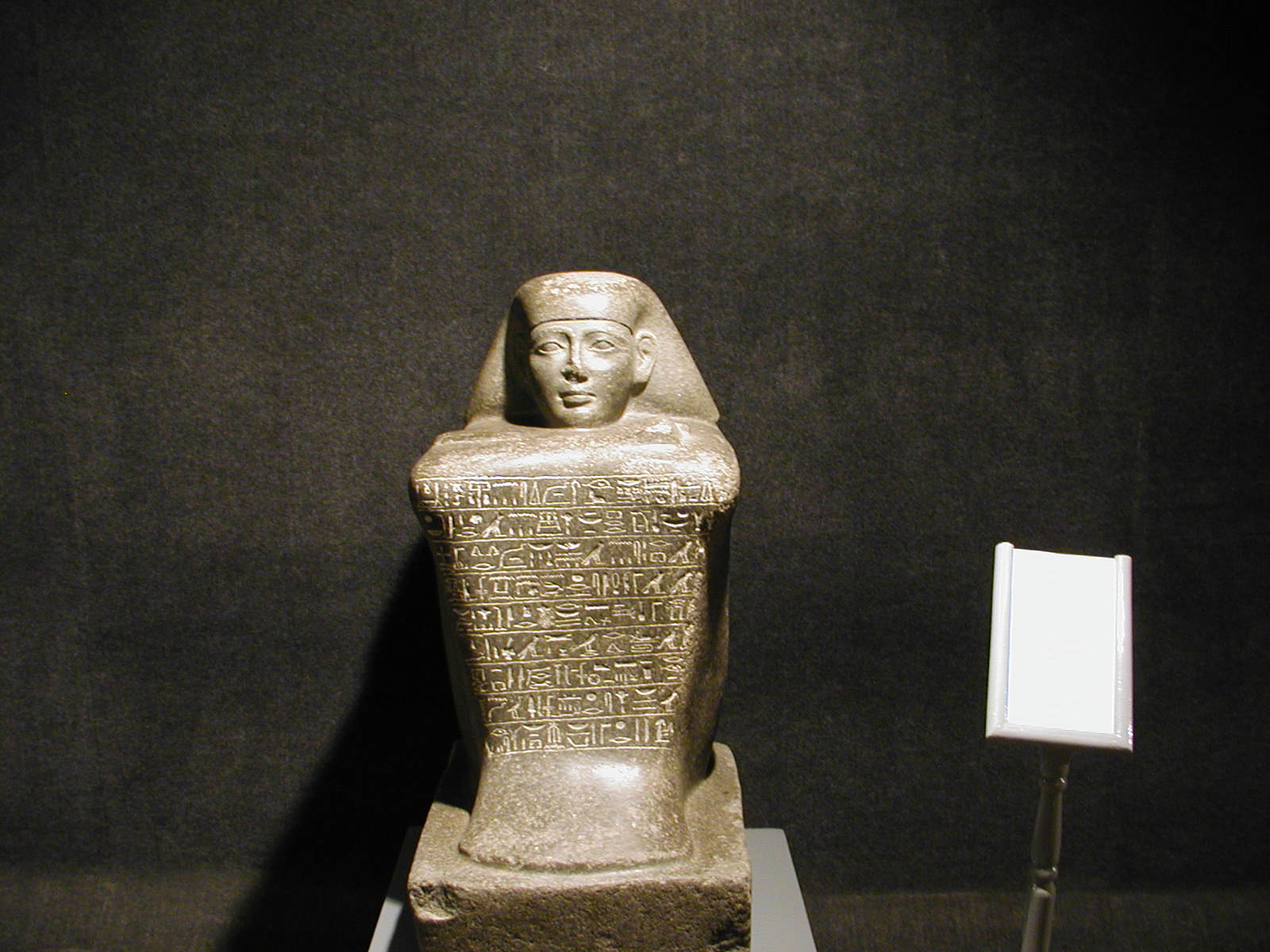
Statue cube
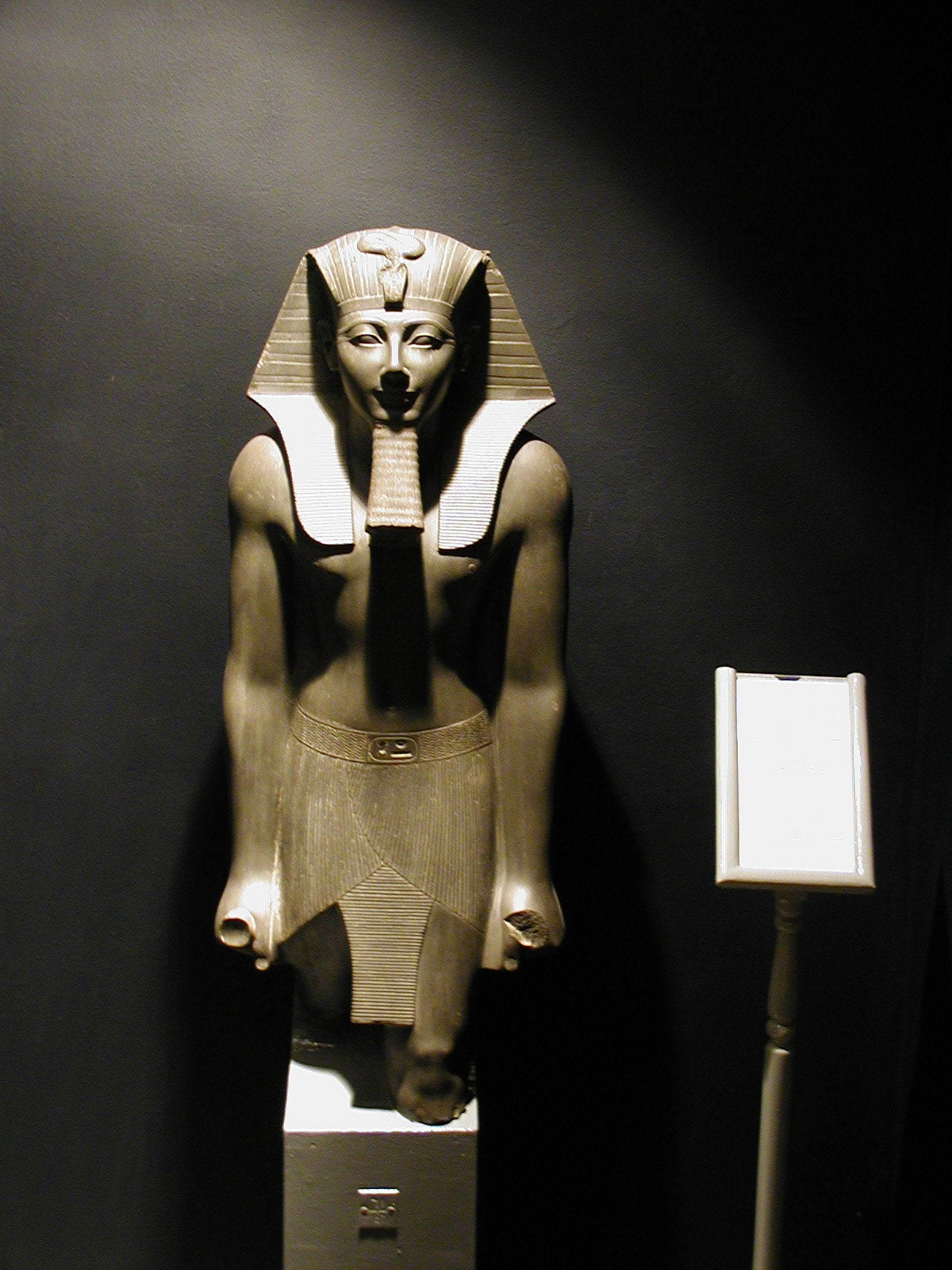
Statue de Thoutmôsis III trouvée à Karnak
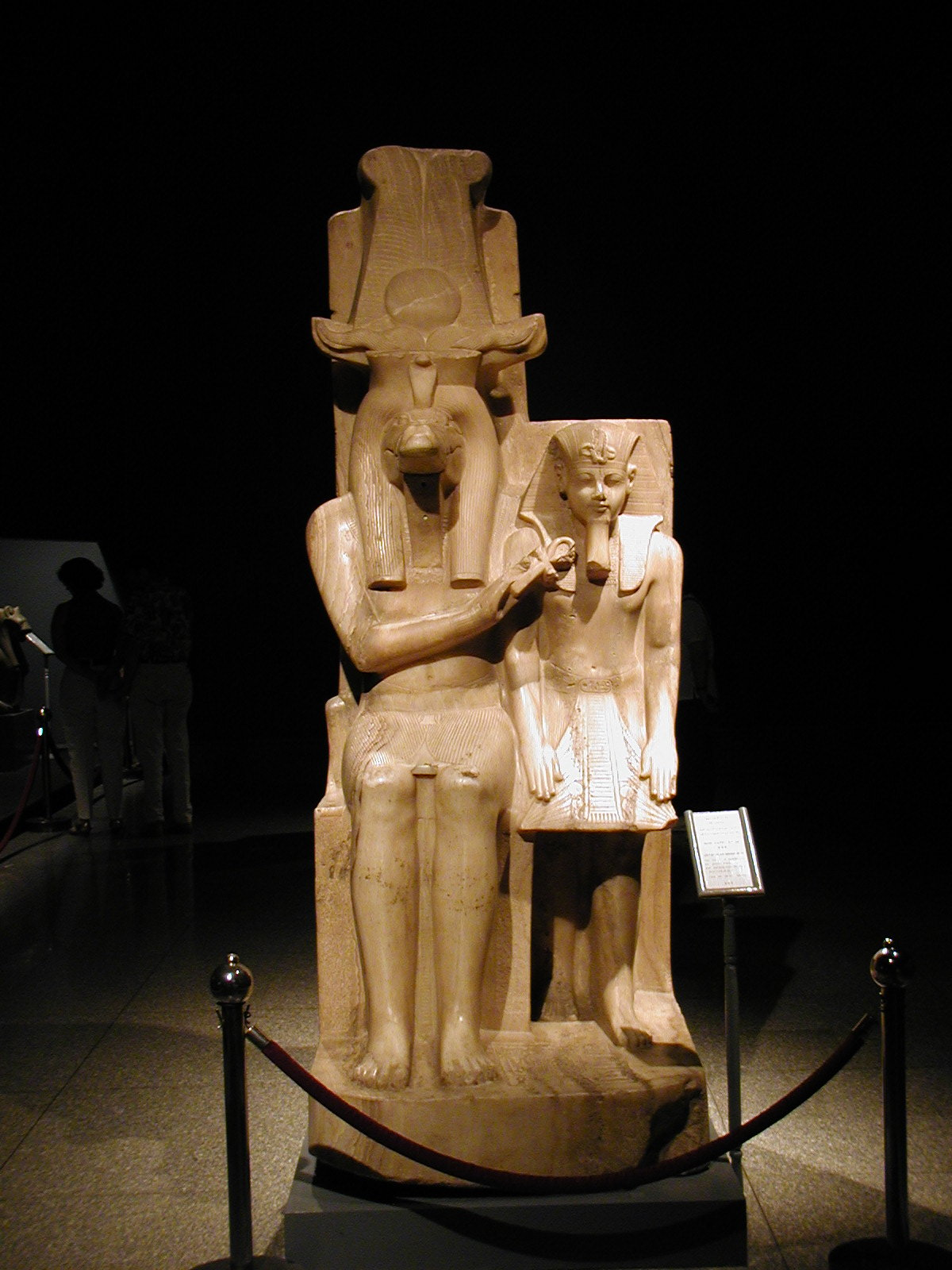
Le dieu crocodile Sobek et Amenhotep III
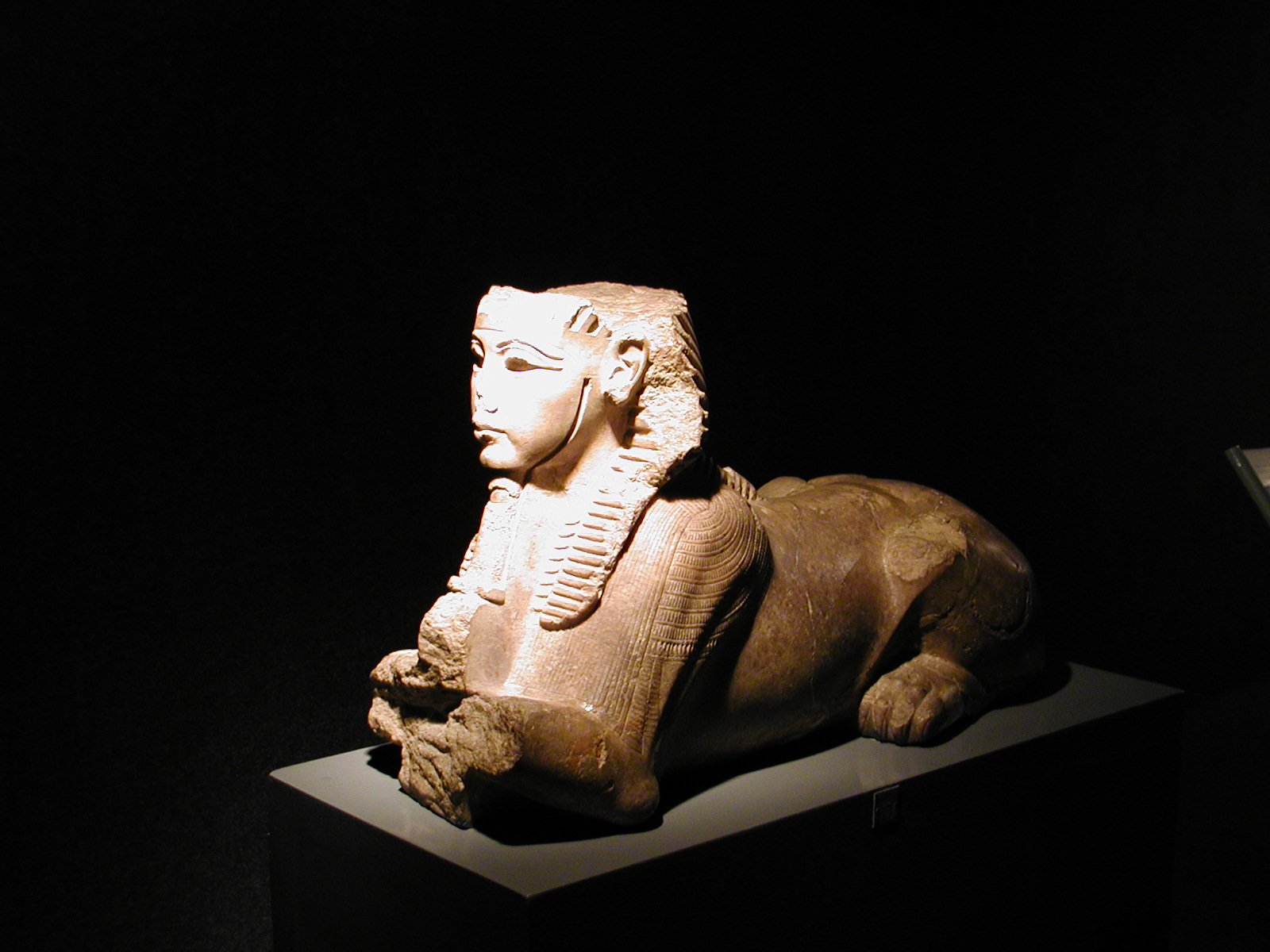
Sphinx de Toutânkhamon
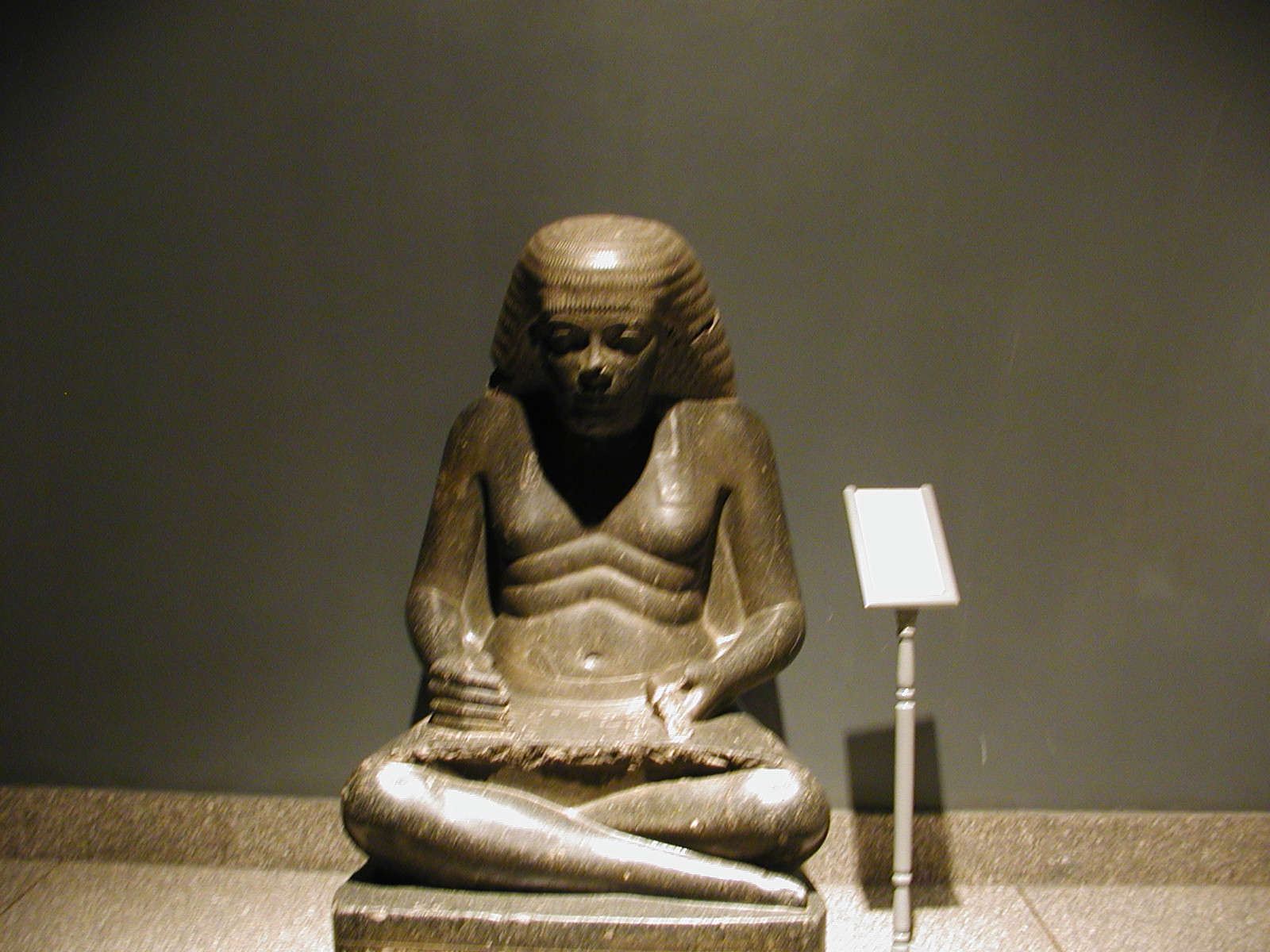
Statue d'Amenhotep fils de Hapou en scribe trouvée à Karnak